# Phryxe fuscifrons
Phryxe fuscifrons là một loài ruồi trong họ Tachinidae.